# Chapelle Pointue

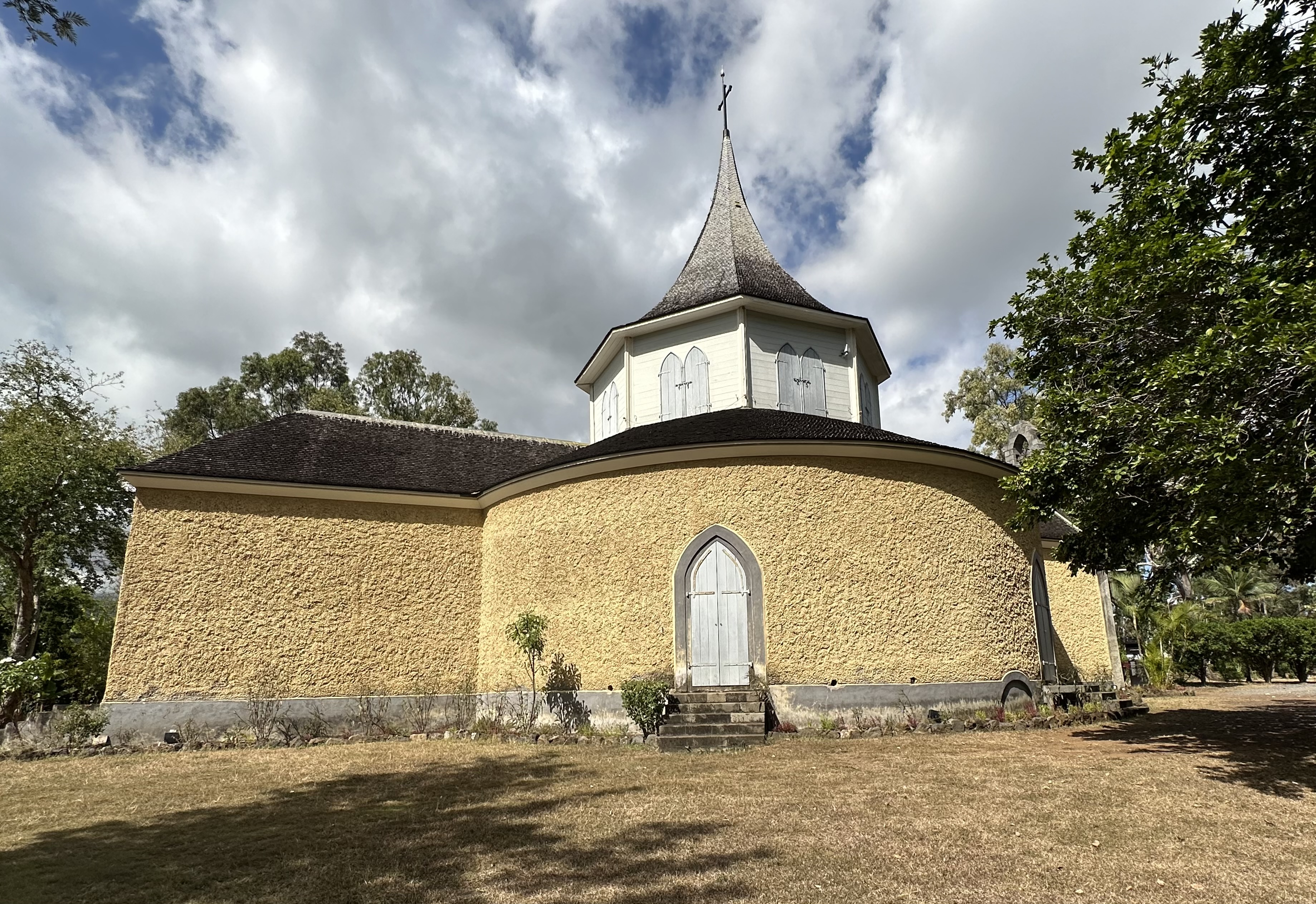
Chapelle Pointue, 2024

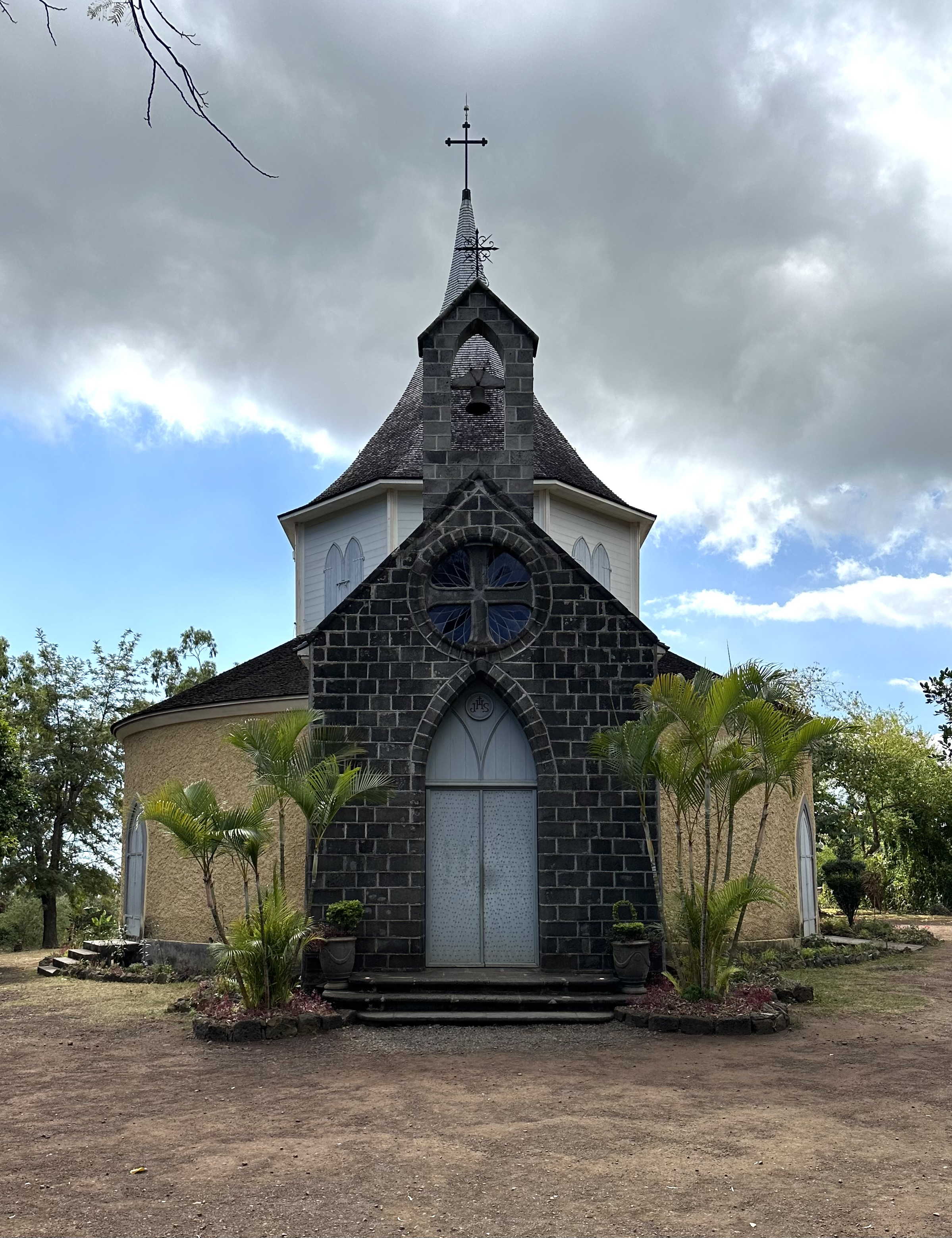
Südseite

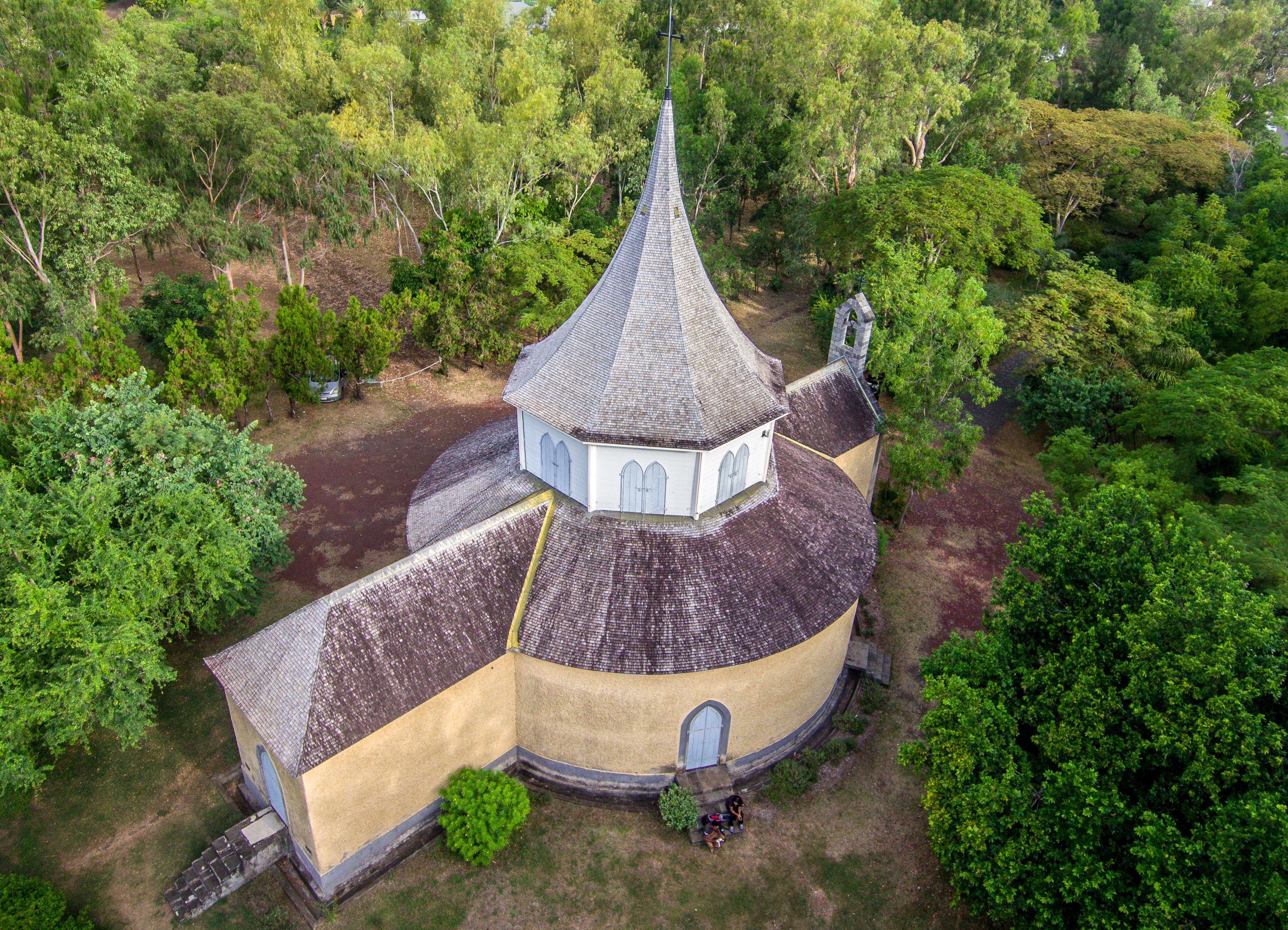
Luftaufnahme, 2019

Die Chapelle Pointue ist eine römisch-katholische Kapelle in der Gemeinde Saint-Paul auf der im Indischen Ozean gelegenen französischen Insel Réunion im Bistum Saint-Denis-de-La Réunion.

## Lage
Die Kapelle befindet sich auf einem kleinen Hügel in Villèle nahe bei Saint-Gilles-les-Hauts, nordöstlich des Musée de Villèle.

## Architektur und Geschichte
Die Herrin des angrenzenden Landguts, Ombline Desbassayns, hatte zunächst in der Nähe des Herrenhauses einen Ort zur Durchführung von Messen hergerichtet. Ab 1841 wurde dann die Chapelle Pointue in Form einer Rotunde errichtet. Die Grundsteinlegung erfolgte am 21. November 1841. Nach 21 Monaten Bauzeit wurde sie am 16. August 1843 durch Monsignore Poncelet der Jungfrau Maria und Humbelina von Jully-sur-Sarce, der Schutzpatronin der Gutsherrin, geweiht.
Der Eingang befindet sich in einem kleinen Vorbau, der von einem Dachreiter bekrönt wird, in dem sich eine Glocke befindet. Der untere Teil des Gebäudes ist aus Steinen gemauert und verputzt. Auf der Rotunde erhebt sich ein hölzerner sechseckiger Aufbau, der spitz in ein Dach ausläuft und von einem Kreuz bekrönt wird. Das Dach ist mit Schindeln bedeckt. Seine spitze Form gab der Kapelle im Volksmund den heutigen Namen, der im Deutschen so viel wie Spitzkapelle bedeutet. In den Seitenflächen des Aufbaus befinden sich Fenster, während der untere Teil auf Fensteröffnungen verzichtet.
Im Inneren wurde ein Altar aus Marmor errichtet, der 1845 von einem Bildhauer Bousquet aus Nantes geschaffen wurde. Nach ihrem Tod im Jahr 1846 war Ombline Desbassayns auf einem Friedhof beigesetzt worden. 1866 wurde sie in die Kapelle umgebettet. Im letzten Viertel des 19. Jahrhunderts wurden im Inneren der Kapelle auf Initiative eines jesuitischen Missionars 24 hölzerne Bögen gesetzt, was die neogotische Gestaltung verstärkte.
Die Kapelle ermöglichte es den Bewohnern von Saint-Gilles-les-Hauts an Gottesdiensten teilzunehmen und wurde insbesondere auch für die Sklaven des Guts genutzt, für deren Evangelisierung sie vorgesehen war. Nach Abschaffung der Sklaverei im Jahr 1848 diente sie weiter den Gutsarbeitern. Nachdem in Saint-Gilles-les-Hauts 1863 eine Kirche entstanden war, wurde die Kapelle als Hauskapelle für die Familie des Guts genutzt.
Am 4. Februar 1932, dem 86. Todestag Ombline Desbassayns, wurde die Kapelle durch einen Zyklon zerstört. Das Dach wurde vollständig weggerissen und auch der größte Teil des Mauerwerks zerstört. Erhalten blieb der Marmoraltar, während die Grabplatte von Ombline Desbassayns zerbrach. 1933 wurde das Gebäude wieder aufgebaut. Beim Wiederaufbau wurden einige Veränderungen vorgenommen. So erhielt der untere Teil der Rotunde vier Türöffnungen. Außerdem wurden die verglasten Teile des hölzernen Aufbaus kleiner ausgeführt, um so die Stabilität zu erhöhen. 1933, nach anderen Angaben 1934, weihte der Bischof Georges-Marie Bonnin de La Bonninière de Beaumont die Kapelle. Am 12. August 1970 wurde die Kapelle als Kulturdenkmal eingestuft.
1987 wurden Buntglasfenster in Rautenform des Künstlers Guy Lefèvre (1933–2018) eingebaut. Im Jahr 1996 erfolgte auch eine Eintragung des Marmoraltars als Denkmal. Ab 2001 wurde die Kapelle restauriert und erhielt im Inneren ihr Aussehen vom Ende des 19. Jahrhunderts zurück.